# Paracaryum pygmaeum
Paracaryum pygmaeum är en strävbladig växtart som först beskrevs av Karl Heinz Rechinger, och fick sitt nu gällande namn av Heller. Paracaryum pygmaeum ingår i släktet Paracaryum och familjen strävbladiga växter. Inga underarter finns listade i Catalogue of Life.